# Illa de ses Rates
L'Illa de ses Rates és un illot situat al terme municipal d'Eivissa, a uns 375 metres de la Punta de sa Mata. La seva longitud és de 204 metres i l'amplada màxima d'uns 122 metres. Aquest topònim és documentat des de 1543, quan en els Llibres d'Entreveniments enregistren un combat contra uns sarraïns, les galeres dels quals es trobaven a resguard de l'Illa de ses Rates. Segons Nito Verdera, Cristòfor Colom batejà una illa del Carib amb el mateix nom. Fou aplanada i dragada durant el segle XX per tal de facilitar la navegació.